# Onosmodium
- Commons
- Wikispecies

Onosmodium é um gênero de plantas pertencente à família Boraginaceae.